# Rudolf Kuljovský
Rudolf Kuljovský (* 14. října 1946) byl slovenský a československý politik Komunistické strany Slovenska a poslanec Sněmovny lidu Federálního shromáždění za normalizace.

## Biografie
K roku 1986 se profesně uvádí jako předseda celozávodního výboru KSS.
Ve volbách roku 1986 zasedl za KSS do Sněmovny lidu (volební obvod č. 165 - Kysucké Nové Mesto, Středoslovenský kraj). Ve Federálním shromáždění setrval do konce funkčního období, tedy do svobodných voleb roku 1990. Netýkal se ho proces kooptací do Federálního shromáždění po sametové revoluci. Koncem prosince 1989 nepřijel na volbu Václava Havla prezidentem ČSSR. Reagoval tak na kritiku, kterou vyvolalo jeho prohlášení favorizující přímou volbu prezidenta tak, aby se občané sami rozhodli, zda prezidentem má být Havel nebo Alexander Dubček. Kuljovský s odstupem let na atmosféru doby vzpomínal takto: „V Praze mě skoro zbili. Plivali na mě a nadávali mi.“